# Yigoga stigmatula
Yigoga stigmatula är en fjärilsart som beskrevs av Igor Kozhanchikov 1937. Yigoga stigmatula ingår i släktet Yigoga och familjen nattflyn. Inga underarter finns listade i Catalogue of Life.